# Secrétaire d'État à la Justice du cabinet fantôme
Le secrétaire d'État à la Justice du cabinet fantôme est le membre du cabinet fantôme du Royaume-Uni qui et chargé de la politique de l'opposition sur la justice.
L'actuel titulaire du poste est Robert Jenrick.

## Secrétaire de l'ombre

### Opposition officielle
| Secrétaire d'État aux Affaires constitutionnelles de l'ombre | Secrétaire d'État aux Affaires constitutionnelles de l'ombre | Secrétaire d'État aux Affaires constitutionnelles de l'ombre | Secrétaire d'État aux Affaires constitutionnelles de l'ombre | Secrétaire d'État aux Affaires constitutionnelles de l'ombre | Secrétaire d'État aux Affaires constitutionnelles de l'ombre |
| Nom                                                          | Nom                                                          | Nom                                                          | Début de mandat                                              | Fin de mandat                                                | Parti politique                                              |
| ------------------------------------------------------------ | ------------------------------------------------------------ | ------------------------------------------------------------ | ------------------------------------------------------------ | ------------------------------------------------------------ | ------------------------------------------------------------ |
|                                                              | Alan Duncan                                                  |                                                              | 13 novembre 2003                                             | 14 juin 2004                                                 | Conservateur                                                 |
|                                                              | Oliver Heald                                                 |                                                              | 14 juin 2004                                                 | 8 mai 2007                                                   | Conservateur                                                 |
| Secrétaire d'État à la Justice de l'ombre                    |                                                              |                                                              |                                                              |                                                              |                                                              |
| Nom                                                          | Nom                                                          | Nom                                                          | Début de mandat                                              | Fin de mandat                                                | Parti politique                                              |
|                                                              | Oliver Heald                                                 |                                                              | 9 mai 2007                                                   | 2 juillet 2007                                               | Conservateur                                                 |
|                                                              | Nick Herbert                                                 |                                                              | 2 juillet 2007                                               | 19 janvier 2009                                              | Conservateur                                                 |
|                                                              | Dominic Grieve                                               |                                                              | 19 janvier 2009                                              | 11 mai 2010                                                  | Conservateur                                                 |
|                                                              | Jack Straw                                                   |                                                              | 11 mai 2010                                                  | 7 octobre 2010                                               | Travailliste                                                 |
|                                                              | Sadiq Khan                                                   |                                                              | 8 octobre 2010                                               | 11 mai 2015                                                  | Travailliste                                                 |
|                                                              | Charles Falconer                                             |                                                              | 11 mai 2015                                                  | 26 juin 2016                                                 | Travailliste                                                 |
|                                                              | Richard Burgon                                               |                                                              | 27 juin 2016                                                 | 6 avril 2020                                                 | Travailliste                                                 |
|                                                              | David Lammy                                                  |                                                              | 6 avril 2020                                                 | 29 novembre 2021                                             | Travailliste                                                 |
|                                                              | Steve Reed                                                   |                                                              | 29 novembre 2021                                             | 4 septembre 2023                                             | Travailliste                                                 |
|                                                              | Shabana Mahmood                                              |                                                              | 4 septembre 2023                                             | 5 juillet 2024                                               | Travailliste                                                 |
|                                                              | Edward Argar                                                 |                                                              | 8 juillet 2024                                               | 4 novembre 2024                                              | Conservateur                                                 |
|                                                              | Robert Jenrick                                               |                                                              | 4 novembre 2024                                              | En cours                                                     | Conservateur                                                 |

### Libéraux-démocrates
| Nom | Nom                                                                  | Nom | Début de mandat | Fin de mandat | Titre |
| --- | -------------------------------------------------------------------- | --- | --------------- | ------------- | --- |
|     | Bob Russell                                                          |     | Mai 1997        | Août 1999     | Frontbench Spokespeople for Legal Affairs (Attorney General; Solicitor General; Lord Chancelier de l'ombre) |
|     | William Goodhart                                                     |     | Août 1999       | Mars 2006     | Lord Chancelier de l'ombre (Shadow Department for Constitutional Affairs)                                   |
|     | David Heath                                                          |     | Mars 2006       | Décembre 2007 | Secrétaire d'État à la Justice & Lord Chancelier de l'ombre                                                 |
|     | Chris Huhne                                                          |     | Décembre 2007   | Janvier 2009  | Shadow Home Secretary, secrétaire d'État à la Justice & Lord Chancelier de l'ombre                          |
|     | David Howarth                                                        |     | Janvier 2009    | Mai 2010      | Secrétaire d'État à la Justice & Lord Chancelier de l'ombre                                                 |
|     | De 2010 à 2015, les libéraux-démocrates font partie du gouvernement. |     |                 |               | |